# Peperomia pleiomorpha
Peperomia pleiomorpha är en pepparväxtart som beskrevs av William Trelease. Peperomia pleiomorpha ingår i släktet peperomior, och familjen pepparväxter. Inga underarter finns listade i Catalogue of Life.